# Hans-Thilo Schmidt
Hans-Thilo Schmidt (Berlijn, 1888 - 1943) was een Duitse spion in de aanloop naar de Tweede Wereldoorlog. Zijn belangrijkste wapenfeit was de verkoop van geheimen over de werking van de Enigma-codeermachine aan de Franse inlichtingendienst.
Schmidt werd geboren als zoon van een professor en een barones. Het is onbekend of hij gediend heeft in de Eerste Wereldoorlog, wel is bekend dat hij na de oorlog een chemie-fabriek bezat. De broer van Schmidt, Rudolf Schmidt, een beroepsmilitair, was hooggeplaatst binnen het chiffrierstelle, de Duitse cryptologische dienst voor het leger en het ministerie van defensie toentertijd. Waarschijnlijk hierdoor bemachtigde Schmidt een civiele functie binnen deze dienst. Hij werd verantwoordelijk voor de distributie en de vernietiging van de versleutelde boodschappen. Iets meer dan een jaar voordat Adolf Hitler aan de macht zou komen werd Schmidt eind 1931 lid van de NSDAP.
Omstreeks 1932 zocht Schmidt contact met de Franse inlichtingendienst. Volgens Gustave Bertrand, toenmalig hoofd van de Franse decodeersectie, omdat hij een playboy was: "Hij was gek op geld, dat hij hard nodig had omdat hij nog gekker was op vrouwen".
De Franse inlichtingendienst, die hem de codenaam Asché gaf, deelde de informatie onmiddellijk met de Poolse en Engelse collega's. De Engelsen hechtten er weinig waarde aan de informatie maar de Polen zagen het belang wel (aangezien zij zich op dat moment al erg bedreigd voelden in het bestaan van de dan nog prille Poolse staat).
In de 19 ontmoetingen die Schmidt had met de Fransen, waarvan de meeste in Zwitserland plaatsvonden, overhandigde hij zo'n 300 geheime documenten waaronder handleidingen en instellingen van de Enigma-machine en lange stukken tekst in zowel klaar-, als geheimschrift. Deze documenten hebben een belangrijke rol gespeeld in de cryptoanalyse van de rotormachine door de Poolse cryptoloog Marian Rejewski. Ook de successen van de Duitse codebrekers-sectie werden door Schmidt doorgespeeld.
In 1934 werd Schmidt overgeplaatst naar een andere onderscheppings- en decoderings sectie, de zogenaamde Forschungsamt. Zijn spionageactiviteiten zette hij voort tot het uitbreken van de oorlog in 1939.
In 1942 arresteerden de Duitsers een genaturaliseerd Fransman van Duitse afkomst. Deze man, genaamd Lemoine, was actief in de Franse inlichtingendienst en verraadde, in een poging zichzelf te redden, onder meer Schmidt. Hierop werd Hans-Thilo Schmidt gearresteerd en in 1943 door de Gestapo gefusilleerd.
In het in 2000 verschenen boek Enigma: the Battle for the Code (ISBN 0471407380) wordt gesuggereerd dat het mogelijk zelfmoord betrof.